# Осуский, Штефан
Штефан Осуский (словац. Štefan Osuský; 1889 — 1973) — чехословацкий дипломат и политик, а также учёный — доктор философии и юриспруденции.

## Биография
Родился 31 марта 1889 года в городе Брезова-под-Брадлом, Королевство Венгрия, ныне в Словакии.
C 1902 года обучался в лютеранском лицее современной Братиславы. Но в 1905 году был исключен из него по причине проявления словацких патриотических чувств. Поэтому в 1906 году уехал в США и продолжил своё обучение в Спрингфилде и Чикаго, изучая богословие, естественные науки и права, получив докторскую степень в 1916 году. В Соединенных Штатах Осуский работал в национальных организациях — сначала в Чешской национальной ассоциации, позднее — в Словацкой лиге США. В 1915 году он основал газету Slovenské slovo («Словацкое слово») и еженедельник Slovenský týždenník («Словацкий еженедельник»). В 1916 Штефан Осуский стал вице-президентом Словацкой лиги, и поехал в Европу, чтобы провести переговоры о сотрудничестве Чехии и Словакии на принципах Кливлендского соглашения (англ. Cleveland Agreement).
В Париже начал сотрудничать с Чехословацким национальным советом, целью которого стало создание самостоятельного государства чехов и словаков после распада Австро-Венгерской империи. В 1917—1918 годах он работал директором Чехословацкого информационного агентства в Женеве. В апреле 1918 года в Риме был представителем, вместе с Миланом Штефаником, словаков на Конгрессе угнетенных народов (англ. Congress of Oppressed Nations). В 1918 году участвовал в создании Чехословацких легионов в Италии.
После создания Чехословакии Осуский начал работать в дипломатической службе молодой республики. С октября 1918 года занимал пост дипломатического представителя страны в Соединенном Королевстве. В качестве генерального секретаря Чехословацкой делегации в 1919—1920 годах участвовал в Парижской мирной конференции. 4 июня 1920 года во дворце Большой Трианон в качестве чрезвычайного и полномочного посла Чехословакии подписывал Трианонский договор с Венгрией. Участвовал в работе только созданной Лиги наций; участвовал в работе комиссии по делимитации, которой было поручено установление новых границ в Европе. С 1921 года он работал послом Чехословакии во Франции, оставаясь на этом посту вплоть до начала Второй мировой войны. После распада Чехословакии в марте 1939 года, создавал и участвовал в Чехословацком зарубежном сопротивлении. В ноябре 1939 года стал членом Чехословацкого национального комитета (словац. Národní výbor československý), основанного Эдвардом Бенешем. В июле 1940 года Штефан Осуский был назначен министром Чехословацкого правительства в изгнании (в Лондоне) и его отношения с Бенешем начали ухудшаться. В марте 1942 года Бенеш отстранил его от всех функций и Осуский ушел из активной политики.
Он начал читать лекции по истории дипломатии и международных отношений в Оксфордском университете. Весной 1945 года уехал в США, став профессором в Колгейтском университете в Гамильтоне, штат Нью-Йорк. После февральских событий в Чехословакии в феврале 1948 году, Осуский был активным членом Совета свободной Чехословакии (словац. Rade slobodného Československa). Также работал в качестве журналиста-политолога. 
Умер 27 сентября 1973 года в городе Херндон, штат Виргиния. Похоронен на кладбище Oak Hill Cemetery в городе Джорджтаун, Вашингтон.
В 1992 году был награждён посмертно орденом Томаша Гаррига Масарика 1-й степени. В 2001 году также посмертно был удостоен ордена Двойного белого Креста 2-го класса.

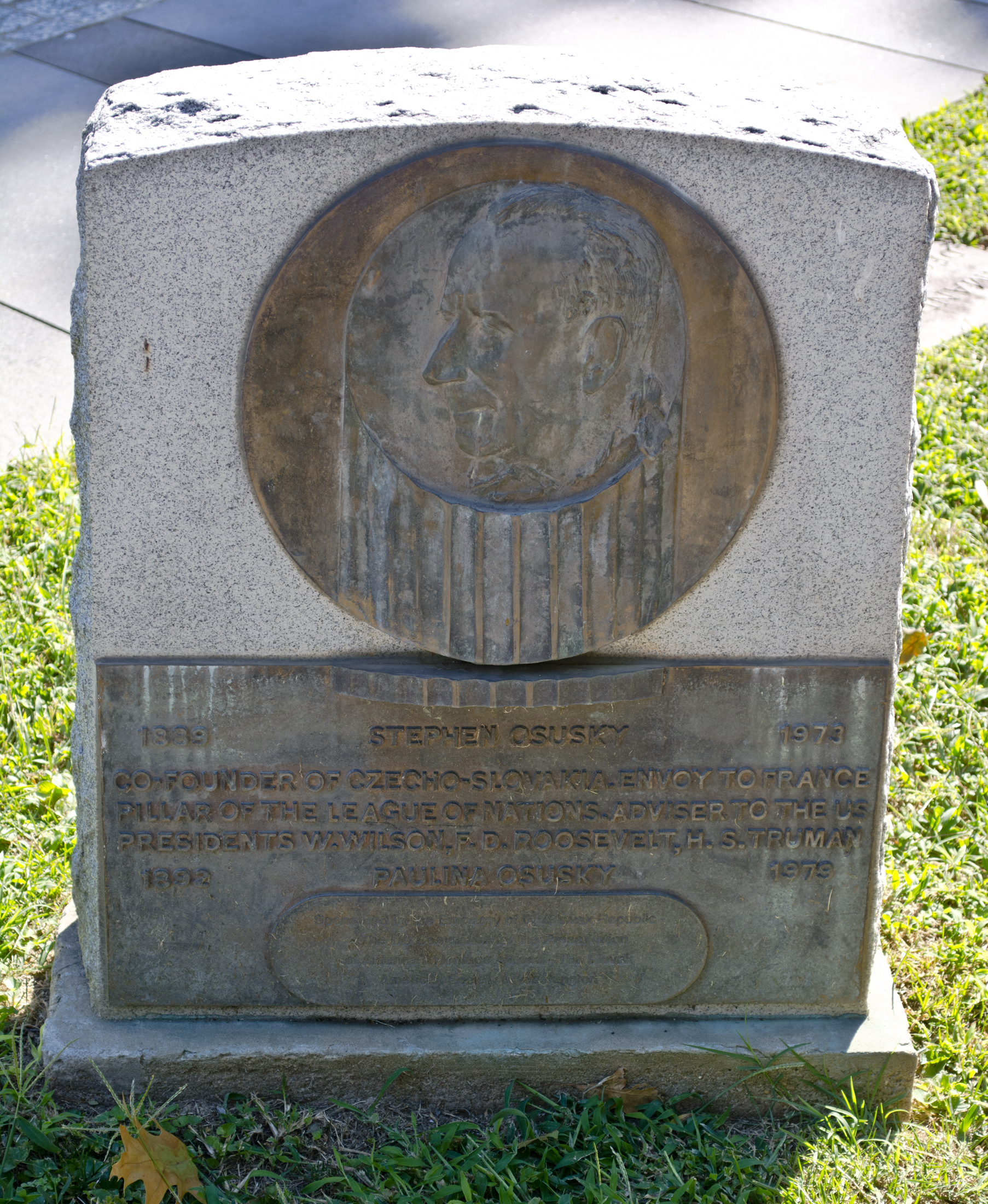
Памятник на могиле в США
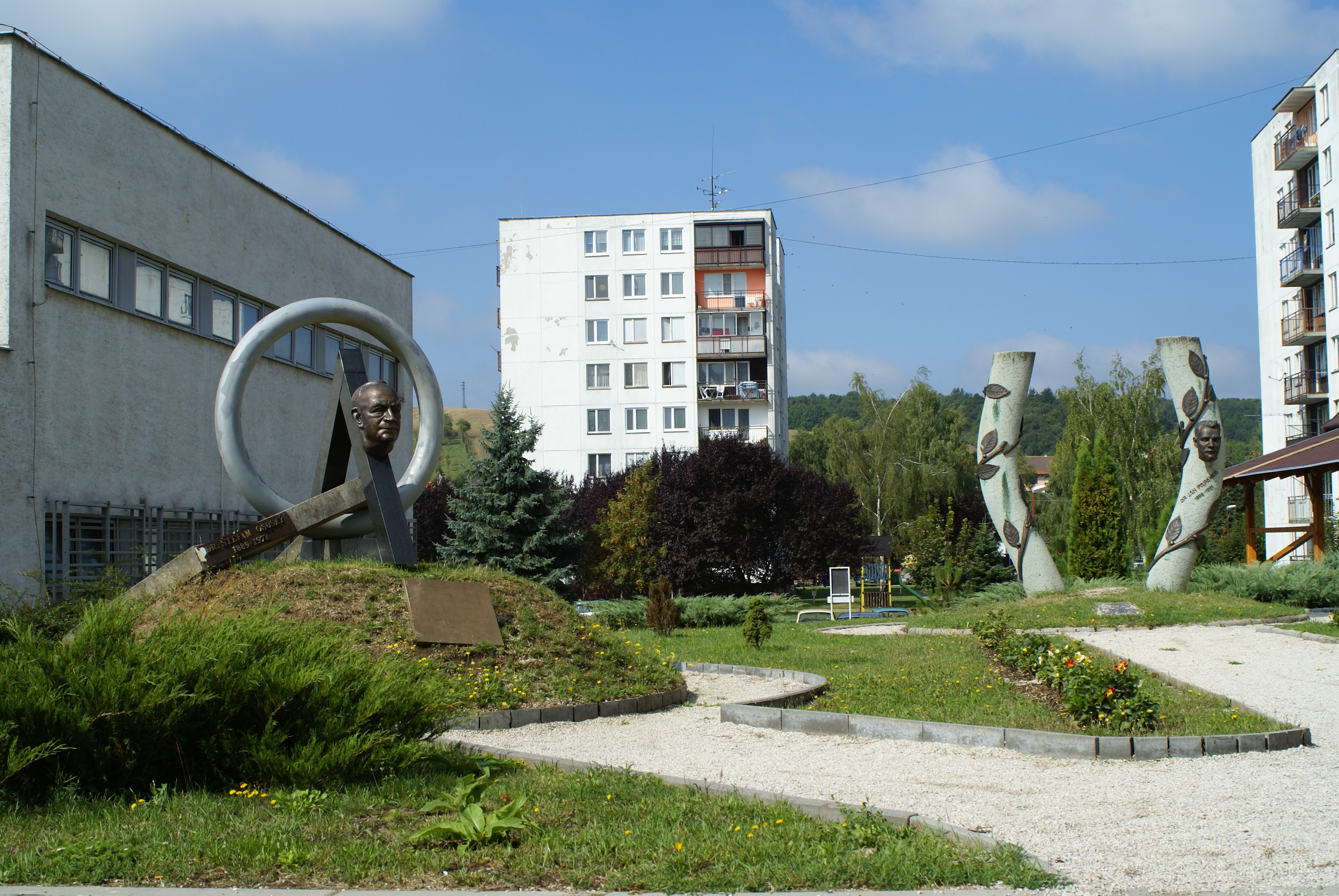
Памятник в Брезова-под-Брадлом в Словакии